# Islamiska samarbetsrådet
Islamiska samarbetsrådet (ISR) kan anses ha varit en svensk paraplyorganisation, bildad 1988 av två rikstäckande sunnimuslimska organisationer: Förenade islamiska föreningar i Sverige (FIFS) och Sveriges muslimska förbund (SMF). 
Senare anslöts även Islamiska kulturcenterunionen i Sverige (IKUS), Svenska islamiska församlingarna (SIF), Islamiska shiasamfunden i Sverige (ISS) och Bosniakiska islamiska samfundet (BIS) till Islamiska samarbetsrådet.
ISRs verksamhet bestod primärt av att en gemensam ansökan per år till Myndigheten för stöd till trossamfund och vidareförmedling av statsbidrag. Handläggningen av ISR har också myndigheten stått för fram tills 1 januari 2025 då organisationen upphörde i och med att de nya ansökningsvillkoren för stöd till trossamfund slutade tillåta gemensamma ansökningar. Samtidigt upphörde även Ortodoxa och österländska kyrkors ekumeniska råd som fyllde en liknande funktion för de ortodoxa och österländska kyrkorna i Sverige.